# Kew Gardens–Union Turnpike (línea Queens Boulevard)
 Kew Gardens – Union Turnpike  es una estación en la línea Queens Boulevard del Metro de Nueva York de la División B del Independent Subway System (IND). La estación se encuentra localizada en Kew Gardens, Queens entre Union Turnpike y Queens Boulevard. La estación es servida en varios horarios por diferentes trenes del servicio  y .